# Ingrid Landmark Tandrevold
Ingrid Landmark Tandrevold (* 23. September 1996 in Bærum) ist eine norwegische Biathletin.
Ingrid Landmark Tandrevold lebt in Oslo und startet für Fossum IF. Sie ist eine von wenigen Linksschützinnen im Biathlon.

## Karriere

### Anfänge (2015 bis 2017)

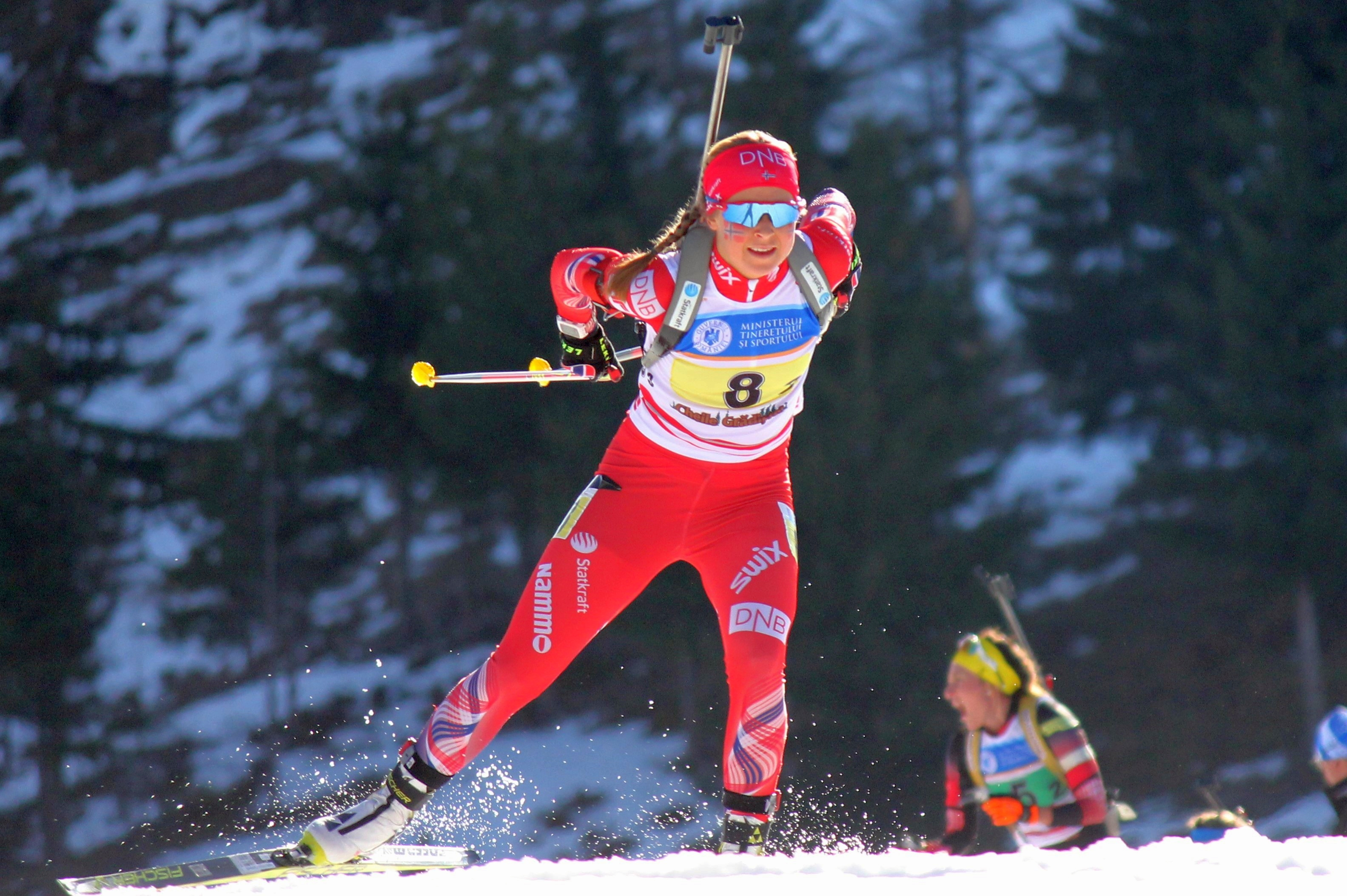
Tandrevold bei den Juniorenweltmeisterschaften 2016

Ingrid Landmark Tandrevold bestritt ihre ersten internationalen Rennen bei den Biathlon-Juniorenweltmeisterschaften 2015 in Minsk. Dort gewann sie im Einzelrennen auf Anhieb die Silbermedaille. Nach Bronze im Sprint verbesserte sie sich im Verfolgungsrennen um zwei Plätze und sicherte sich ihre erste Goldmedaille. Im Staffelrennen gewann sie – gemeinsam mit Kristin Fløttum und Eline Grue – eine weitere Bronzemedaille. Im März 2015 nahm sie auch an den norwegischen Meisterschaften im Biathlon in Sirdal teil. Dort gewann sie Gold im Einzelwettbewerb, Silber im Sprint sowie Bronze im Verfolgungsrennen.
2016 nahm sie erneut an den Biathlon-Juniorenweltmeisterschaften, die im rumänischen Cheile Grădiştei ausgetragen wurden, teil. Nach den Plätzen sechs im Einzelrennen, neun im Sprint und fünf im Verfolgungsrennen gewann sie im Staffelrennen – gemeinsam mit Anne Bredalen und Turi Thoresen – die Goldmedaille. Kurz darauf erhielt sie bei den Biathlon-Europameisterschaften im russischen Tjumen, die im Rahmen des IBU-Cups ausgetragen wurden, ihren ersten Einsatz bei den Senioren. Bereits in ihrem ersten Rennen, der Single-Mixed-Staffel, gewann sie gemeinsam mit Vetle Sjåstad Christiansen die Bronzemedaille. Nach einem 15. Platz im Sprint arbeitete sie sich in der Verfolgung mit der besten Laufzeit des ganzen Feldes und drei Schießfehlern weit nach vorne und beendete das Rennen auf dem Podium. Sie setzte sich dabei im Zielsprint gegen Anastassija Sagoruiko durch und gewann die Bronzemedaille. Aufgrund ihrer guten Leistungen qualifizierte sie sich auch für den Massenstart, den sie ebenfalls auf dem dritten Rang beendete. Hier entschied sie das Rennen auch erst im Zieleinlauf knapp für sich und setzte sich erneut knapp gegen Sagoruiko und deren Teamkameradin Olga Jakuschowa durch.
Nachdem ihre Vereinskollegin Tiril Eckhoff nach den erfolgreichen Heimweltmeisterschaften in Oslo auf einen Start beim Weltcupfinale im russischen Chanty-Mansijsk verzichtet hatte, wurde Tandrevold aufgrund ihrer guten Leistungen bei den Europameisterschaften für ihren ersten Einsatz in einem Weltcuprennen nominiert. In ihrem ersten Weltcuprennen, dem Sprint in Chanty-Mansijsk erreichte sie mit einem Schießfehler den 29. Rang und qualifizierte sich damit auch für das Verfolgungsrennen, welches sie als 37. und damit auch in den Punkterängen beendete.
In der Saison 2016/17 wurde sie in Östersund, Oberhof und Ruhpolding in einigen Einzelrennen eingesetzt, erreichte jedoch nie die Punkteränge. Sie nahm bei den Biathlon-Europameisterschaften 2017 im polnischen Duszniki-Zdrój erneut an Europameisterschaften teil. Nach einem zehnten Platz im Einzelrennen gewann sie im Sprint die Silbermedaille und im Verfolgungsrennen die Bronzemedaille. In der Single-Mixed-Staffel bildete sie mit Vetle Sjåstad Christiansen erneut eine Mannschaft und gewann eine weitere Silbermedaille. Zum Saisonfinale am Holmenkollen in Oslo lief sie wieder im Weltcup, verfehlte jedoch mit einem 48. Platz im Sprint und einem 49. Platz im Verfolgungsrennen erneut die Punkteränge.

### Erste Olympiateilnahme und WM-Titel (2017 bis 2024)
Seit dem Winter 2017/18 ist Ingrid Landmark Tandrevold fester Bestandteil der norwegischen Weltcupmannschaft. Sie gewann gemeinsam mit Tiril Eckhoff, Johannes Thingnes Bø und Emil Hegle Svendsen ihr erstes Rennen der Saison, die Mixedstaffel in Östersund. Bereits eine Woche später erreichte sie im österreichischen Hochfilzen mit einem fünften Platz im Sprint ihre erste Top-10-Platzierung im Weltcup. Sie qualifizierte sich zudem für die Olympischen Winterspiele 2018 in Pyeongchang, wo sie in der Damenstaffel gemeinsam mit Synnøve Solemdal, Tiril Eckhoff und Marte Olsbu die Medaillenränge nur um gut zehn Sekunden verfehlte.
In der Saison 2018/19 beendete sie alle Einzelrennen in den Punkterängen. In Ruhpolding wurde sie gemeinsam mit der norwegischen Damenstaffel – in gleicher Besetzung wie bei den Olympischen Spielen mit Solemdal, Eckhoff und Olsbu Røiseland – Zweite. Nur einen Tag später wurde sie im Massenstartrennen erneut Zweite und erreichte damit ihre erste Podiumsplatzierung in einem Einzelrennen im Biathlonweltcup. Sie konnte auf der Schlussrunde einen Rückstand von gut fünf Sekunden auf die Deutsche Franziska Preuß kompensieren und kurzzeitig sogar in Führung gehen, am Ende siegte jedoch Preuß mit einem Vorsprung vor nur 0,2 Sekunden. Ebenfalls 2019 nahm sie an ihren ersten Weltmeisterschaften im Biathlon teil. In ihrem ersten Rennen, dem Sprint über 7,5 km, gewann sie die Silbermedaille, gemeinsam mit Synnøve Solemdal, Tiril Eckhoff und Marte Olsbu Røiseland gewann sie Gold im Staffelrennen. Sie beendete die Saison auf dem 11. Rang im Gesamtweltcup und war damit nach Røiseland zweitbeste Norwegerin.
Der Start in den Winter 2019/20 gestaltete sich für Tandrevold mit einem zweiten Platz im Mixedstaffelrennen in Östersund erfolgreich. Nach einem 25. Platz im Sprint belegte sie in den folgenden fünf Einzelrennen immer einen Platz unter den besten sechs Athletinnen. Nach dem zweiten Platz im Verfolgungsrennen in Annecy-Le Grand-Bornand übernahm sie als konstanteste Athletin des Weltcups zum ersten Mal in ihrer Karriere das gelbe Trikot der Führenden in der Gesamtwertung, welches sie kurz darauf aber wieder abgeben musste. Zum Ende der Saison stagnierten die Leistungen Tandrevolds, seit den Weltmeisterschaften erreichte sie nur noch einen Top-Ten-Platz. Mit der Staffel war sie dennoch erfolgreich, die norwegischen Damen gewannen alle sechs Rennen der Saison. Tandrevold schloss die Saison auf dem siebten Platz der Gesamtwertung ab.
In der Saison 2020/21 lag sie mit dem Schießen wieder in etwa bei ihren Vorjahresleistungen; liegend räumte sie über 90 % der Scheiben ab, stehend war sie mit 73 % allerdings weiterhin unter dem Durchschnitt. Tandrevolds erstes Podest der Saison gelang ihr beim Sprint in Hochfilzen mit dem zweiten Rang, weitere Podestplätze folgten in Einzel und Massenstart der WM und beim Sprint von Östersund. Der größte Erfolg ihrer Karriere sollte aber als Abschluss kommen; im letzten Rennen der Saison, dem Massenstart in Östersund, konnte sie sich bei windigen Bedingungen gegen ihre Kontrahentinnen durchsetzen und trotz fünf Fehlern den Wettbewerb gewinnen. Mit der Staffel konnte sie in der Saison zweimal gewinnen. Den Winter schloss Tandrevold als Achte der Gesamtwertung ab, die Massenstartwertung konnte sie gewinnen.

Der Start in die Saison 2021/22 verlief für Tandrevold zunächst weniger erfolgreich. In den ersten vier Wochenenden erzielte sie zwei 15. Plätze als beste Einzelergebnisse. Beim anschließenden Wochenende in Ruhpolding erzielte sie den fünften Rang im Einzel und den 9. Platz im Massenstart. Bei den darauf folgenden Weltcups in Antholz und Kontiolahti siegte sie mit der Staffel. Auch mit der Mixed-Staffel konnte sie in dieser Saison zwei Rennen gewinnen. Im Laufe der Saison erzielte sie drei weitere Top-10-Platzierungen, wobei sie als bestes Einzelergebnis erneut einen fünften Platz erzielte. Bei den Olympischen Winterspielen 2022 in Peking erzielte sie den fünften Rang im Sprint und den achten Platz im Einzel. Die Saison beendete Tandrevold auf dem 15. Platz im Klassement.

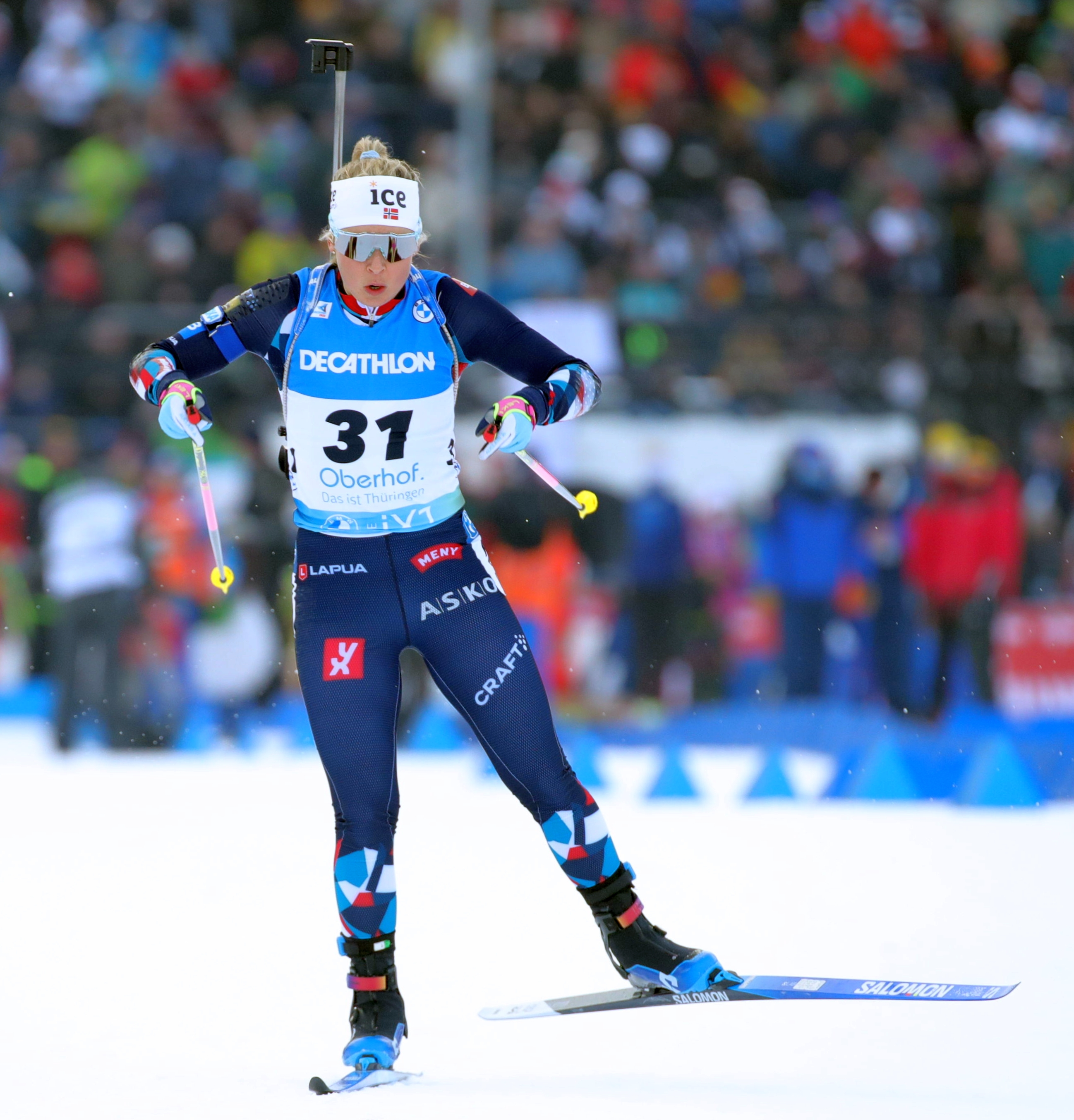
Tandrevold bei den Biathlon-Weltmeisterschaften 2023

In der Saison 2022/23 erreichte Tandrevold viermal mit jeweils einem zweiten Platz das Podest in Einzelrennen. Des Weiteren erzielte sie mehrere Top-10-Platzierungen. Bei den Biathlon-Weltmeisterschaften 2023 gewann sie die Silbermedaille mit einem zweiten Platz im Massenstart. In der Verfolgung erzielte sie den vierten Rang. Überdies gewann sie die Goldmedaille in der Mixed-Staffel. Im Rahmen des Weltcups siegte sie ferner zweimal mit der Staffel sowie einmal mit der Mixed-Staffel. Den Winter schloss Tandrevold als Sechste der Gesamtwertung ab.
Die Saison 2023/24 begann für Tandrevold mit drei Platzierungen innerhalb der Top 7 in Östersund. Beim anschließenden Wochenende in Hochfilzen erreichte sie ihren zweiten Weltcupsieg, Mit einem folgenden dritten Platz in der Verfolgung nahm sie die Weltcupführung auf. Im Weltcup in der Lenzerheide musste sie die Weltcupführung wieder abgeben. Nach einem weiteren Weltcupsieg im Sprint in Ruhpolding sowie einem nachfolgenden zweiten Platz in der Verfolgung wurde sie erneut Weltcupführende. Bei den Biathlon-Weltmeisterschaften 2024 in Nové Město gewann Tandrevold die Silbermedaille in der Mixed-Staffel sowie die Bronzemedaille in der Staffel. Während der Weltmeisterschaften verfehlte sie knapp die Hälfte der Schüsse im Stehendschießen, wodurch sie als bestes Einzelergebnis einen zehnten Platz im Massenstart erreichte. Im nachfolgenden Weltcup in Oslo siegte sie im Einzel, womit sie ihren dritten Weltcupsieg in der Saison erreichte. In Soldier Hollow erzielte sie einen weiteren Podestplatz. Überdies gewann Tandrevold an diesem Wochenende zum dritten Mal mit der Staffel in dieser Saison. Beim letzten Weltcup in Canmore gewann sie mit einem 17. Rang im Sprint die Sprintwertung. In der nachfolgenden Verfolgung verlor sie die Gesamtführung an Lisa Vittozzi. Die Saison beendete Tandrevold anschließend auf dem 3. Platz im Klassement.

### Krankheitsbedingte Wettkampfpause (seit 2024)
Zum Anfang der Saison 2024/25 gehörte Tandrevold als Dritte des Gesamtweltcups des Vorjahres und in Abwesenheit der Erstplatzierten Lisa Vittozzi zu den Anwärterinnen auf den Gewinn der Gesamtwertung. Nach einem Sieg in der Mixedstaffel und einem dritten Platz mit der norwegischen Damenstaffel beim ersten Weltcup der Saison im finnischen Kontiolahti belegte sie beim verkürzten Einzelwettkampf den 17. Rang. In der vierten Laufrunde musste sie wegen einer Herzrhythmusstörung stehenbleiben und verlor dabei etwa eine Minute. Drei Tage später hatte sie im Sprintrennen wieder mit einer Herzrhythmusstörung zu kämpfen. In der Folge verzichtete Tandrevold auf einen Start im Massenstartrennen und sagte die Teilnahme am nächsten Weltcup in Hochfilzen ab. Sie reiste zurück nach Norwegen, um sich dort gründlich medizinisch untersuchen zu lassen. In den sozialen Netzwerken teilte sie am 22. Dezember mit, dass sie unter einer AV-Knoten-Reentrytachykardie litt und sie sich erfolgreich einer Katheterablation unterzogen hatte.

## Persönliches
Anfang Juni 2024 heiratete Tandrevold. Ihren bisherigen Namen behält sie allerdings bei.

## Statistiken

### Weltcupsiege
| Nr. | Datum         | Ort                  | Disziplin   |
| --- | ------------- | -------------------- | ----------- |
| 1.  | 21. März 2021 | Östersund            | Massenstart |
| 2.  | 8. Dez. 2023  | Hochfilzen           | Sprint      |
| 3.  | 12. Jan. 2024 | Ruhpolding           | Sprint      |
| 4.  | 1. März 2024  | Oslo                 | Einzel      |
| 5.  | 7. März 2025  | Nové Město na Moravě | Sprint      |

| Nr. | Datum         | Ort                  | Disziplin              |
| --- | ------------- | -------------------- | ---------------------- |
| 1.  | 27. Nov. 2017 | Östersund            | Mixed-Staffel 1        |
| 2.  | 16. März 2019 | Östersund (WM)       | Staffel 2              |
| 3.  | 8. Dez. 2019  | Östersund            | Staffel 3              |
| 4.  | 14. Dez. 2019 | Hochfilzen           | Staffel 3              |
| 5.  | 11. Jan. 2020 | Oberhof              | Staffel 2              |
| 6.  | 17. Jan. 2020 | Ruhpolding           | Staffel 3              |
| 7.  | 22. Feb. 2020 | Antholz (WM)         | Staffel 2              |
| 8.  | 7. März 2020  | Nové Město na Moravě | Staffel 4              |
| 9.  | 12. Dez. 2020 | Hochfilzen           | Staffel 3              |
| 10. | 20. Feb. 2021 | Pokljuka (WM)        | Staffel 5              |
| 11. | 8. Jan. 2022  | Oberhof              | Mixed-Staffel 6        |
| 12. | 22. Jan. 2022 | Antholz              | Staffel 4              |
| 13. | 3. März 2022  | Kontiolahti          | Staffel 5              |
| 14. | 13. März 2022 | Otepää               | Mixed-Staffel 7        |
| 15. | 8. Jan. 2023  | Pokljuka             | Single-Mixed-Staffel 8 |
| 16. | 14. Jan. 2023 | Ruhpolding           | Staffel 9              |
| 17. | 11. März 2023 | Östersund            | Staffel 10             |
| 18. | 29. Nov. 2023 | Östersund            | Staffel 11             |
| 19. | 10. Dez. 2023 | Hochfilzen           | Staffel 12             |
| 20. | 9. März 2024  | Soldier Hollow       | Staffel 13             |
| 21. | 30. Nov. 2024 | Kontiolahti          | Mixedstaffel 14        |

### Weltcupplatzierungen
Die Tabelle zeigt alle Platzierungen (je nach Austragungsjahr einschließlich Olympische Spiele und Weltmeisterschaften).
- 1.–3. Platz: Anzahl der Podiumsplatzierungen
- Top 10: Anzahl der Platzierungen unter den ersten zehn (einschließlich Podium)
- Punkteränge: Anzahl der Platzierungen innerhalb der Punkteränge (einschließlich Podium und Top 10)
- Starts: Anzahl gelaufener Rennen in der jeweiligen Disziplin
- Staffel: inklusive Mixed- und Single-Mixed-Staffeln

| Platzierung             | Einzel | Sprint | Verfolgung | Massenstart | Staffel | Gesamt |
| ----------------------- | ------ | ------ | ---------- | ----------- | ------- | ------ |
| 1. Platz                |        | 1      |            | 1           | 18      | 20     |
| 2. Platz                | 1      | 4      | 3          | 2           | 7       | 17     |
| 3. Platz                | 1      | 1      | 1          |             | 2       | 5      |
| Top 10                  | 8      | 15     | 12         | 9           | 42      | 86     |
| Punkteränge             | 17     | 44     | 38         | 23          | 44      | 166    |
| Starts                  | 18     | 53     | 41         | 23          | 44      | 179    |
| Stand: 8. Dezember 2023 |        |        |            |             |         |        |

### Olympische Winterspiele
|                                          | Einzelwettbewerbe | Einzelwettbewerbe | Einzelwettbewerbe | Einzelwettbewerbe | Staffelwettbewerbe | Staffelwettbewerbe |
| Einzel                                   | Sprint            | Verfolgung        | Massenstart       | Frauenstaffel     | Mixed-Staffel      |                    |
| ---------------------------------------- | ----------------- | ----------------- | ----------------- | ----------------- | ------------------ | ------------------ |
| Olympische Winterspiele 2018 Pyeongchang | 43.               | 59.               | 42.               | –                 | 4.                 | –                  |
| Olympische Winterspiele 2022 Peking      | 8.                | 5.                | 14.               | –                 | –                  | –                  |

### Weltmeisterschaften
|                                     | Einzelwettbewerbe | Einzelwettbewerbe | Einzelwettbewerbe | Einzelwettbewerbe | Staffelwettbewerbe | Staffelwettbewerbe | Staffelwettbewerbe |
| Einzel                              | Sprint            | Verfolgung        | Massenstart       | Frauenstaffel     | Mixed-Staffel      | S.-M.-Staffel      |                    |
| ----------------------------------- | ----------------- | ----------------- | ----------------- | ----------------- | ------------------ | ------------------ | ------------------ |
| Weltmeisterschaften 2019 Östersund  | 18.               | 2.                | 8.                | 11.               | 1.                 | –                  | –                  |
| Weltmeisterschaften 2020 Antholz    | 16.               | 57.               | 14.               | 16.               | 1.                 | –                  | –                  |
| Weltmeisterschaften 2021 Pokljuka   | 3.                | 21.               | 10.               | 2.                | 1.                 | –                  | –                  |
| Weltmeisterschaften 2023 Oberhof    | 11.               | 14.               | 4.                | 2.                | 6.                 | 1.                 | –                  |
| Weltmeisterschaften 2024 Nové Město | 27.               | 25.               | 34.               | 10.               | 10.                | 2.                 | 3.                 |

### Norwegische Meisterschaften

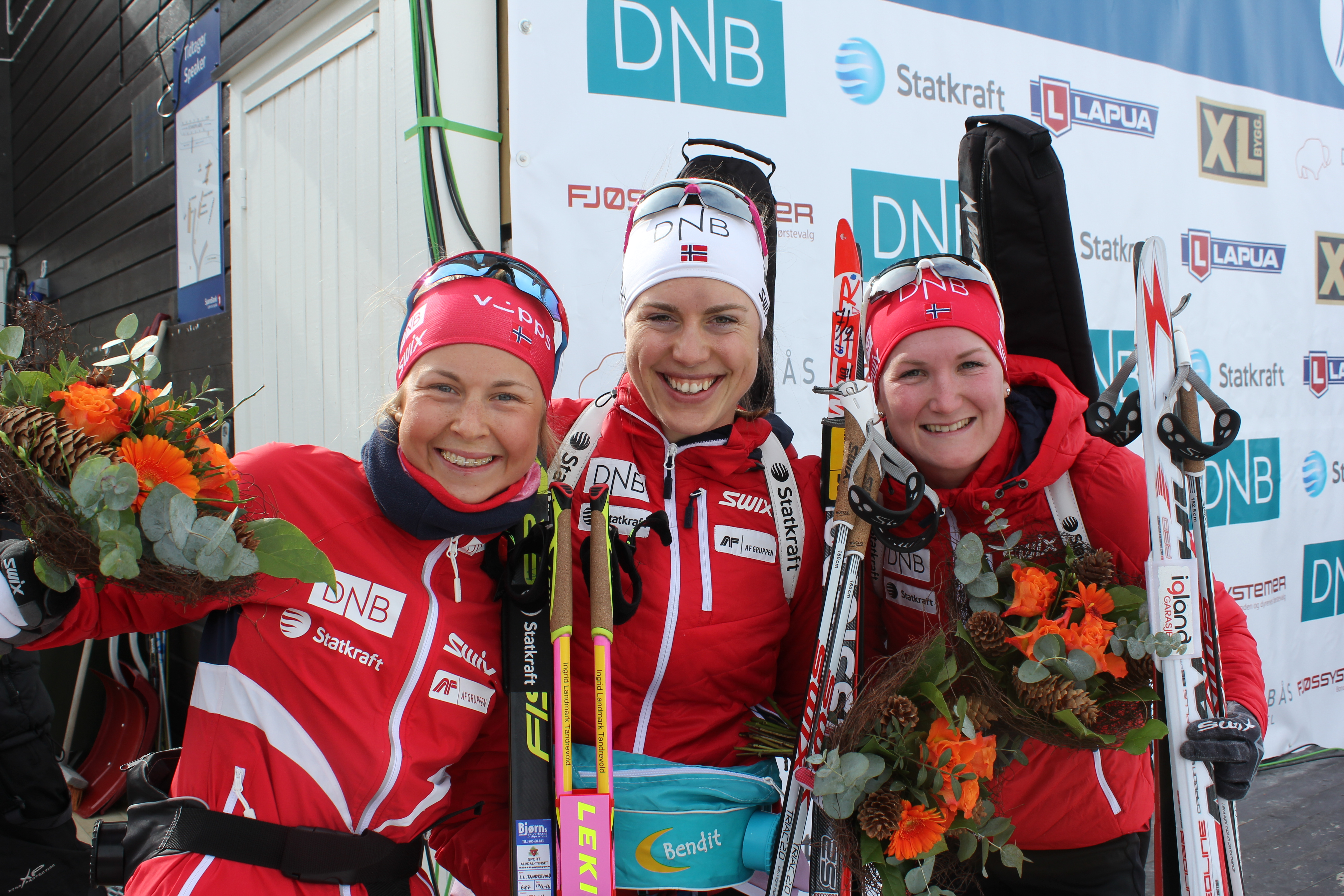
Tandrevold, Synnøve Solemdal und Marte Olsbu bei den Norwegischen Meisterschaften 2016

Ergebnisse bei Norwegischen Meisterschaften im Biathlon
| Jahr | Ort       | Einzel | Sprint | Verfolgung | Massenstart | Staffel | Mixedstaffel |
| ---- | --------- | ------ | ------ | ---------- | ----------- | ------- | ------------ |
| 2015 | Sirdal    | 1.     | 2.     |            | 3.          |         |              |
| 2016 | Dombås    |        | 2.     | 8.         | –           | 4.      |              |
| 2017 | Mo i Rana |        | 11.    | 10.        | 9.          | 2.      |              |
| 2019 | Ål        | 12.    |        | 4.         |             | 1.      |              |